# Colchicum androcymbioides
Colchicum androcymbioides är en tidlöseväxtart som först beskrevs av Benito Valdés, och fick sitt nu gällande namn av Karin Persson. Colchicum androcymbioides ingår i släktet tidlösor, och familjen tidlöseväxter. Inga underarter finns listade i Catalogue of Life.